# Balian av Ibelin
Balian av Ibelin, född 1143, död 1193, var en adelsman och riddare i Kungariket Jerusalem. Han var vasall som herre av Ibelin 1170–1187, Nablus 1177–1187 och Caymont 1192–1193. Han var gift med änkedrottning Maria Komnena och är främst känd för att ha lett försvaret under belägringen av Jerusalem.